# Klasztor Augustianów w Policach-Jasienicy
Klasztor augustianów w Policach-Jasienicy (Ruiny klasztoru augustianów w Policach-Jasienicy) – pozostałość po średniowiecznym klasztorze augustianów założonym w XIV wieku nad brzegiem rzeki Gunicy. Obok zabudowań klasztornych do dziś znajduje się kościół pw. św. św. Apostołów Piotra i Pawła. 

## Historia
Do Jasienicy zakonnicy zostali sprowadzeni w 1331 roku przez księcia pomorskiego Barnima III. Augustianie uregulowali rzekę Gunicę, założyli młyn, posiadali kilka karczm, uprawiali chmiel, hodowali owce i świnie, a od księcia mieli zgodę na połów ryb na Zalewie Szczecińskim. Początkowo na tym miejscu znajdował się kościół, wybudowany na tak zwanym Wzgórzu Maryjnym, a dopiero potem wzniesiono klasztor w stylu gotyckim. Klasztor posiadał własne stajnie, wodociąg, szpital, bibliotekę (założoną przez proboszcza Eckharda). W 1344 roku Barnim III przekazał zakonnikom dobra ziemskie obejmujące Stare Warpno z Zatoką Warpieńską i Puszczę Wkrzańską w rejonie jeziora Karpińskiego. Zakonnicy wchodzili często w spory z książętami pomorskimi, jeden z nich, Bogusław X, rozwiązał nawet klasztor, sprowadzając augustianów z klasztoru Möllenbeck koło Rinteln. 
Po kasacie klasztoru (1534), związanej z wprowadzeniem reformacji w księstwie pomorskim, budowla pełniła funkcje świeckie: w latach 1543–1583 znajdowało się tutaj kolegium nauczycielskie, założone przez księcia Barnima XI, a następnie klasztor został przekształcony w książęcy zamek myśliwski. W pałacu wypoczywała Elżbieta Krystyna Braunschweig-Wolfenbüttel, która po rozwodzie z królem Fryderykiem Wilhelmem II Pruskim została wysłana do Szczecina.
W latach 60. XX wieku górne kondygnacje zostały rozebrane. Pozostawiono parterowe mury w formie tzw. trwałej ruiny. Zachowały się mury obwodowe skrzydła południowego i wschodniego, do wysokości pierwszego piętra, oraz piwnice. Co roku odbywa się tu Jarmark Augustiański.

## Architektura
Klasztor został wybudowany w XIV wieku. Zabudowania klasztorne składały się z dwóch dwukondygnacyjnych skrzydeł i kościoła, tworząc razem otwarty ku zachodowi dziedziniec. Budynki te posiadały krużganek, z wewnętrznymi blendami, w których odkryto ceramiczny krzyż maltański. W skrzydle południowym umieszczono piwnice. Pod koniec XVI wieku, namiestnik króla szwedzkiego Nils Bielke przebudował klasztor, ukrywając gotyckie formy. W latach 1769–1775 Elżbieta Krystyna von Braunschweig ponownie przebudowała klasztor w stylu późnoklasycystycznym.

## Zdjęcia

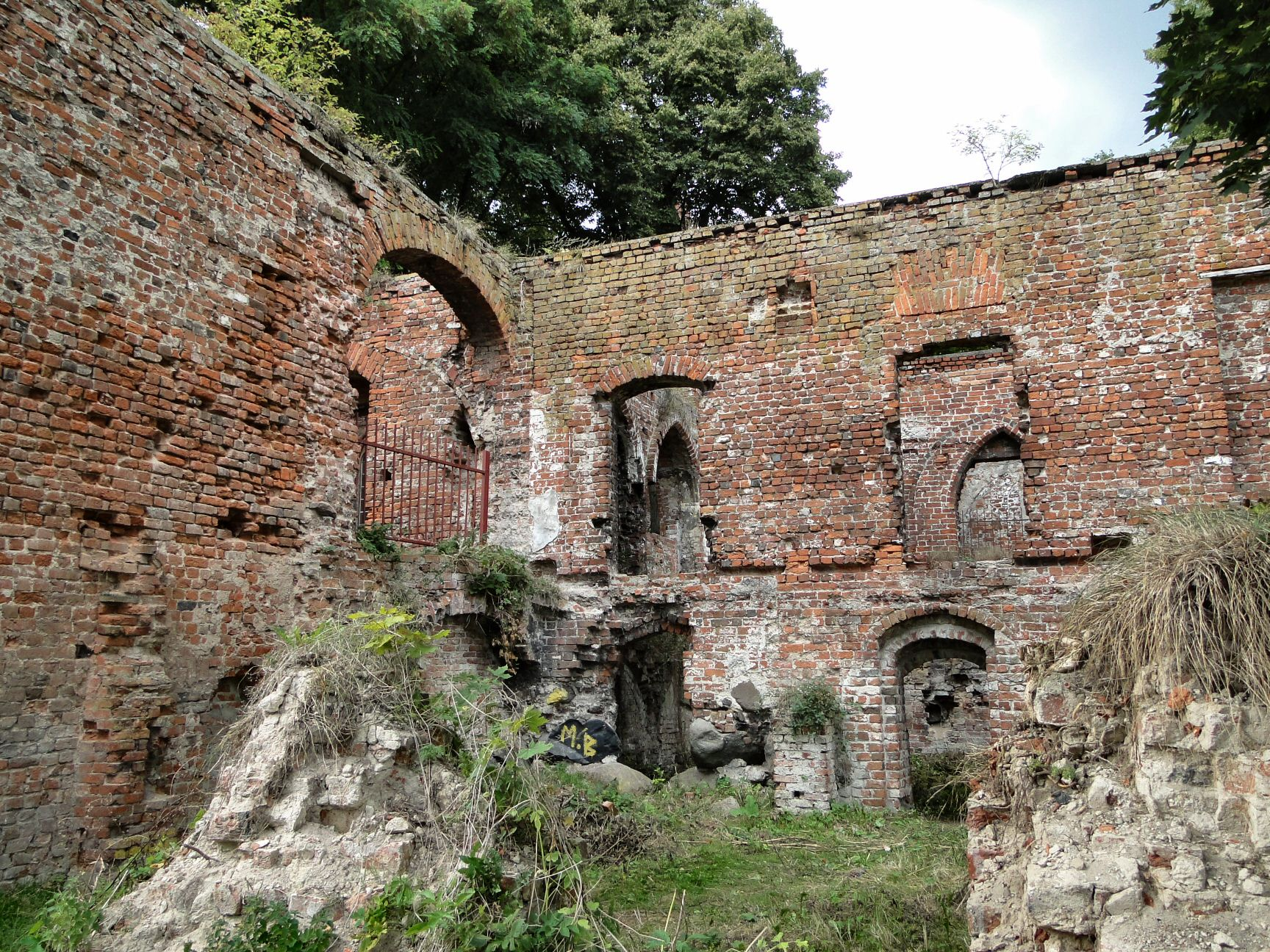
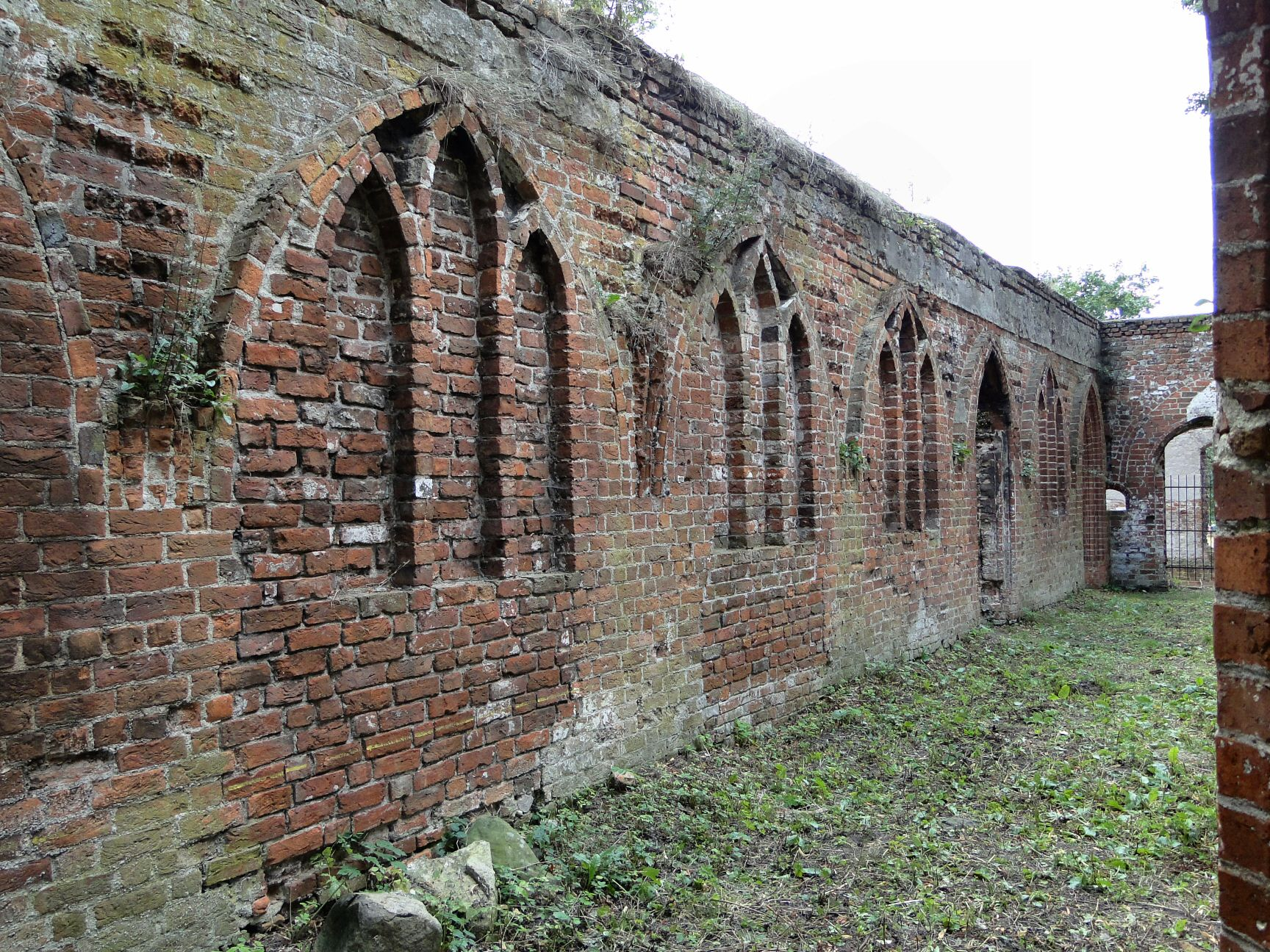
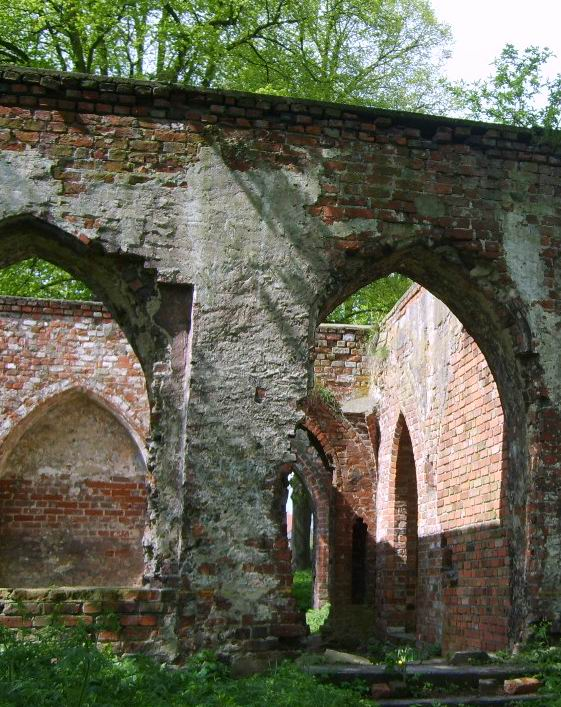
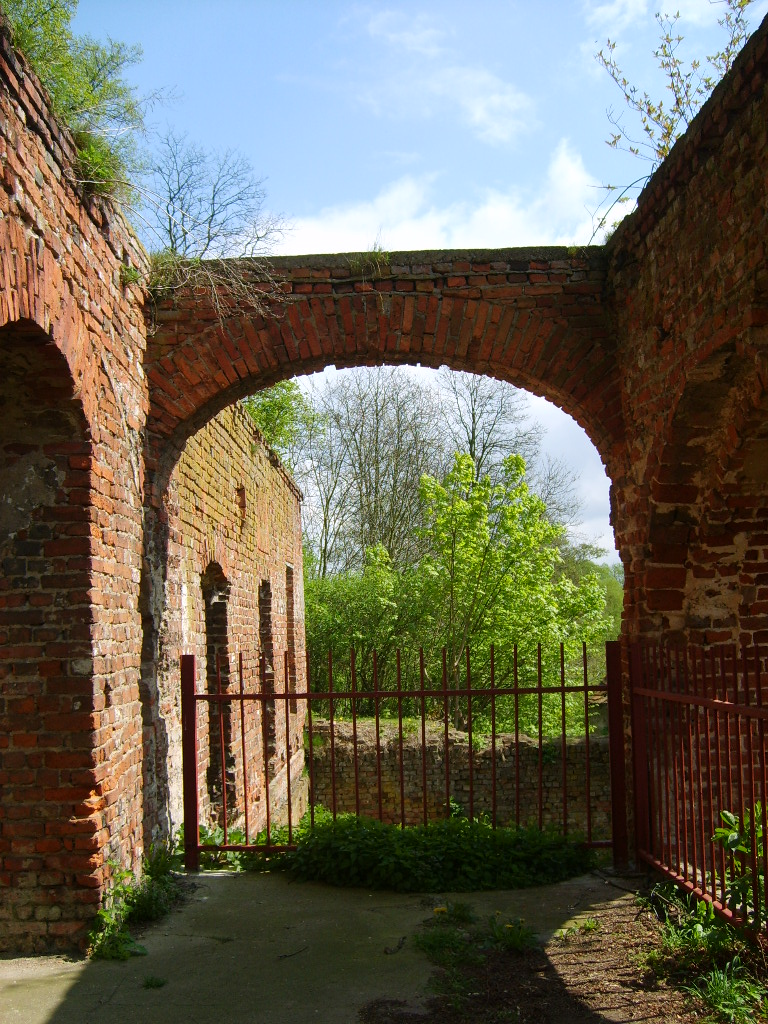